# Le Pontet (Vaucluse)
Le Pontet település Franciaországban, Vaucluse megyében. Lakosainak száma 17 985 fő (2022. január 1.). Le Pontet Avignon, Sorgues, Vedène és Morières-lès-Avignon községekkel határos.

## Népesség
A település népességének változása:
| Lakosok száma | 17 344 | 17 563 | 17 749 | 17 530 | 17 273 | 17 041 | 17 018 | 17 551 | 17 985 |
|               | 2013   | 2015   | 2016   | 2017   | 2018   | 2019   | 2020   | 2021   | 2022   |